# Ekokonwersja
Ekokonwersja – odpisanie od zagregowanego zadłużenia danego państwa wydatków przeznaczonych na inwestycje w ochronę środowiska.
W niektórych przypadkach podejmowano takie działania, aby zachęcić do powrotu kapitał, który opuścił dane państwo z przyczyn politycznych lub ekonomicznych (tzw. ucieczka kapitału). Przykładowo, ktoś kto wyeksportował kapitał z kraju rozwijającego się, może nabyć – zwykle po obniżonej cenie – istniejący dług zagraniczny tego kraju i skonwertować go na walutę krajową w banku centralnym. Środki te można wykorzystać następnie do zakupu akcji lub innych aktywów dających prawo własności w tym kraju (zamiana długu na udziały kapitałowe). W przypadku ekokonwersji kupującym jest organizacja zajmująca się ochroną środowiska.
Polska korzysta z ekokonwersji od 1990. Do końca 2003 r. decyzję o ekokonwersji polskiego długu podjęły: USA, Francja, Szwajcaria, Włochy, Szwecja i Norwegia. Polska w ramach ekokonwersji uzyskała odpis swojego zadłużenia wobec: Stanów Zjednoczonych, Szwajcarii i Francji. EkoFundusz zgromadził środki w wysokości 500 mln dolarów do wykorzystania do 2010.